# ستيفن ريتشاردز (سائق سباق)
ستيفن ريتشاردز (بالإنجليزية: Steven Richards)‏ هو سائق سباق نيوزيلندي، ولد في 11 يوليو 1972 في أوكلاند في نيوزيلندا.

## روابط خارجية
- ستيفن ريتشاردز على موقع Racing-Reference.info (الإنجليزية)
- ستيفن ريتشاردز على موقع DriverDB.com (الإنجليزية)